# John Halligan

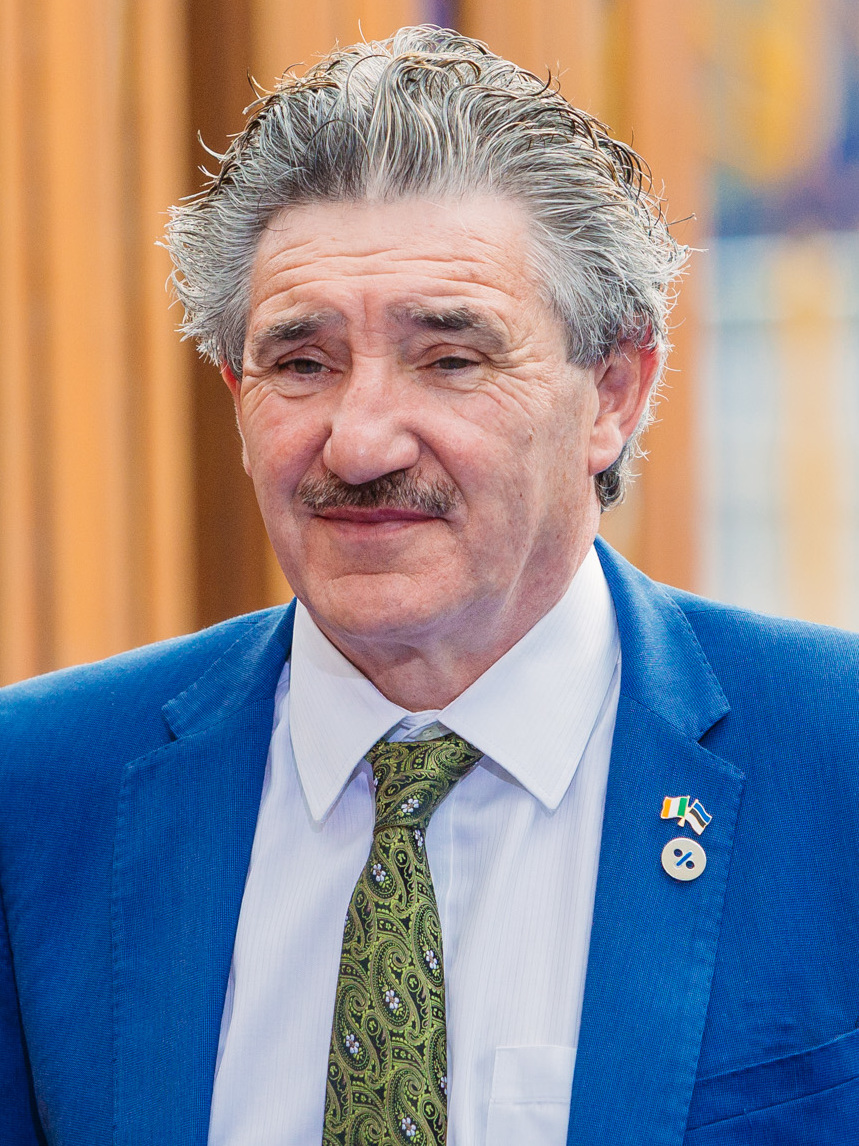
John Halligan (2017)

John Halligan (* 18. Januar 1955 in Waterford, Irland) ist ein irischer Politiker, der stets als unabhängiger Kandidat antrat.

## Biografie
John Halligan war zunächst für die marxistisch-leninistische Workers’ Party of Ireland aktiv. 1999 zog er für sie in den Waterford City Council ein. Bei den Wahlen zum Dáil Éireann in den Jahren 2002 und 2007 scheiterte er. 2008 trat er aus der Workers’ Party aus und kandidierte forthin als Unabhängiger. Von 2009 bis 2010 war er Bürgermeister (Mayor) von Waterford.
In den Dáil Éireann zog er infolge der Wahlen 2011 ein. In der Regierung Kenny II wurde er am 19. Mai 2016 als Staatsminister für Fort- und Weiterbildung im Arbeitsministerium ernannt. Als Leo Varadkar 2017 die Regierungsgeschäfte übernahm, behielt er den Posten für das Wirtschaftsministerium in Regierung Varadkar I bis 2020 bei.

## Privates
John Halligan ist seit 2016 mit Elaine Powell verheiratet, mit der er drei Kinder hat. 